# Elliot Lake Municipal Airport
Elliot Lake Municipal Airport är en flygplats i Kanada.   Den ligger i provinsen Ontario, i den sydöstra delen av landet, 500 km väster om huvudstaden Ottawa. Elliot Lake Municipal Airport ligger 331 meter över havet.
Terrängen runt Elliot Lake Municipal Airport är platt, och sluttar söderut. Runt Elliot Lake Municipal Airport är det glesbefolkat, med 14 invånare per kvadratkilometer.. Närmaste större samhälle är Elliot Lake, 6,5 km nordväst om Elliot Lake Municipal Airport. 
I omgivningarna runt Elliot Lake Municipal Airport växer i huvudsak blandskog.